# Nasiadki (gmina)
Nasiadki (alt. Nasiadka; od 1931 Durlasy) – dawna gmina wiejska istniejąca do 1931 roku w woj. białostockim. Siedzibą władz gminy były Nasiadki.
W okresie międzywojennym gmina Nasiadki należała do powiatu ostrołęckiego w woj. białostockim. Według Powszechnego Spisu Ludności z 1921 roku gminę zamieszkiwało 5.162 osób, 5.115 było wyznania rzymskokatolickiego, 1 prawosławnego a 46 mariawickiego. Jednocześnie 5.161 mieszkańców zadeklarowało polską przynależność narodową a 1 rosyjską. Było tu 415 budynków mieszkalnych.
1 kwietnia 1931 do gminy Nasiadki włączono miejscowości Łodziska, Obierwia, Olszewka, Siarki-Kamienowizna, Szafarnia i Szwendrowy Most ze znoszonej gminy Dylewo. Równocześnie z gminy Nasiadki wyłączono miejscowości Brzozówka, Golanka, Grale, Jazgarka, Klimki, Krobia, Rososz, Sul, Tatary i Todzia, włączając je do gminy Dylewo. Po zmianach tych, jednostkę o nazwie gmina Nasiadki zniesiono 11 lipca 1931 roku, przemianowując ją na gminę Durlasy.